# Justin Jackson (basket-ball, 1997)
Pour les articles homonymes, voir Justin Jackson.
Justin Jackson, né le 18 février 1997 à East York au Canada, est un joueur canadien de basket-ball évoluant aux postes d'ailier et d'ailier fort.

## Carrière universitaire
Justin Jackson rejoint l'université du Maryland en 2016. Il joue pour les Terrapins du Maryland.
Il participe au Nike Hoop Summit 2016 avec l'équipe monde au côté de Deandre Ayton, Kóstas Antetokoúnmpo et Isaïa Cordinier face à une équipe des États-Unis menée par Jayson Tatum, De'Aaron Fox, Jarrett Allen et Markelle Fultz. Les États-Unis s'imposent 101 à 67.
En avril 2017, il se déclare candidat à la draft 2017 de la NBA après une seule année universitaire mais il se ravise quelques jours plus tard et retourne avec son université.
Fin décembre 2017, durant sa deuxième année, il se blesse gravement à l'épaule droite et manque le reste de la saison. 
Le 29 mars 2018, il se déclare candidat pour la draft 2018 de la NBA.

## Carrière professionnelle
Justin Jackson est drafté en 2018 en 43e position par les Nuggets de Denver. Il est envoyé immédiatement au Magic d'Orlando en échange de Jarred Vanderbilt, drafté à la 41e place en 2018 aussi.

### Magic de Lakeland (2018-2020)
Il participe à la NBA Summer League avec Orlando durant l'été 2018. En septembre 2018, il signe avec le Magic de Lakeland, en NBA Gatorade League, pour la saison 2018-2019. Le 23 octobre 2018, il rejoint le camp d'entraînement de Lakeland . Le 9 janvier 2019, il se blesse et met un terme à sa saison. À l'origine, le Magic de Lakeland annonce couper Jackson mais corrige leur déclaration annonçant juste sa blessure.
Justin Jackson ne participe pas à la Summer League 2019 avec le Magic d'Orlando mais la franchise de Floride conserve ses droits jusqu'à la fin de la saison 2019-2020 malgré le fait que le joueur n'est pas signé d'accord avec la NBA au moment de sa draft. Le 26 octobre 2019, il est inclus dans le Training Camp du Magic de Lakeland. Le 4 novembre 2019, il est retenu dans le groupe final de la franchise de G-League pour la saison 2019-2020.

### Honey Badgers de Hamilton (2020-2021)
Le 4 avril 2020, il s'engage avec les Honey Badgers de Hamilton, en Ontario, et devient le premier joueur drafté en NBA à rejoindre la Ligue élite canadienne de basketball. Le 13 mai 2020, l'équipe annonce son effectif pour le camp d'entraînement et Jackson en fait partie.

### Retour au Magic de Lakeland (2021)
Le 24 janvier 2021, il fait son retour en G-League avec les Magic de Lakeland. Il joue 11 matches avec une moyenne par match de 3,4 points, 2 rebonds et 0,5 interception avec une moyenne de jeu de 11,5 minutes par match.

### Retour en CEBL puis transfert aux Nets de Long Island (2021-2022)
Le 6 avril 2021, il retourne dans le championnat canadien avec les Nighthawks de Guelph.
À l'issue de la saison de CEBL, il retourne en G-League où ses droits sont transférés aux Nets de Long Island le 15 octobre 2021.
Le 25 octobre 2021, il est annoncé dans l'effectif des Nets de Long Island pour leur camp d'entraînement. Le 18 janvier 2022, il est coupé par les Nets en raison d'une blessure qui le prive du reste de la saison 2021-2022.
Le 9 mai 2023, il est de retour dans la Ligue élite canadienne de basketball pour la saison 2023 avec les Surge de Calgary (anciennement les Nighthawks de Guelph).

## Clubs successifs
- 2018-2020 :  Magic de Lakeland (G-League)
- 2020 :  Honey Badgers d'Hamilton (LECB)
- 2021 :  Magic de Lakeland (G-League)
- 2021 :  Nighthawks de Guelph (LECB)
- 2021-2022 :  Nets de Long Island (G-League)
- 2023 :  Surge de Calgary (LECB)

## En équipe nationale
Justin Jackson est international canadien depuis 2018. 
En septembre 2018, il est sélectionné pour participer aux qualifications de la Coupe du monde FIBA 2019. Il ne participe pas à la compétition.